# Abby Anderson
Abigail "Abby" Anderson es un personaje ficticio del videojuego The Last of Us Part II (2020) de Naughty Dog. Ella es interpretada por Laura Bailey a través de captura de movimiento y actuación de voz. Como soldado del Frente de Liberación de Washington (WLF), Abby busca vengar la muerte de su padre matando a Joel Miller. Más tarde, sus alianzas se vuelven inestables cuando se hace amiga de dos exmiembros de Los Serafitas, un culto religioso con el que la WLF está en guerra. Abby es uno de los dos personajes jugables principales del juego, junto con Ellie.
Abby fue creada por Neil Druckmann y Halley Gross, los escritores de The Last of Us Part II. El cambio original para jugar como Abby se hizo para demostrar su personalidad; Druckmann quería que los jugadores odiaran a Abby al principio del juego, pero que luego simpatizaran con ella a través de sus defectos y acciones redentoras. Quería evitar elegir a Bailey debido a su proliferación de papeles, pero quedó impresionado con su cinta de audición en la forma en que había jugado con la vulnerabilidad de Abby. Bailey hizo ejercicio en preparación para el papel y dio a luz a su primer hijo durante la producción. También se preparó investigando a las personas involucradas en las guerras y sus mecanismos de afrontamiento. El rostro de Abby se inspiró en Jocelyn Mettler, mientras que su cuerpo se basó en Colleen Fotsch.
El personaje de Abby fue bien recibido por los críticos, y muchos notaron que su arco de redención era creíble y hacía que el personaje fuera agradable al final del juego. Sus capítulos jugables fueron controvertidos entre los jugadores, y Bailey se convirtió en el objetivo de amenazas de muerte en línea; algunos críticos sintieron que el personaje había sido difamado injustamente y que las críticas a su físico musculoso eran el resultado de la falta de diversidad corporal en los videojuegos. La actuación de Bailey fue ampliamente elogiada y recibió reconocimientos en los British Academy Games Awards, The Game Awards y los premios NAVGTR.

## Creación

### Diseño y casting
Se describe que Abby tiene una "presencia dominante", con su constitución física que refleja los años de entrenamiento y combate. Su diseño pasó por varias iteraciones, con el objetivo de retratarla como "capaz, utilitaria y fuerte". Cuando audicionó a los actores para Abby, el director creativo Neil Druckmann específicamente quería evitar elegir a Laura Bailey debido a su proliferación de papeles; originalmente había considerado a Bailey para interpretar a Dina. Sin embargo, cuando revisó su cinta de audición, Druckmann quedó impresionado por cómo Bailey había jugado con la vulnerabilidad de Abby, mientras que otros actores enfatizaron su enojo. Bailey considera que el juego es importante para ella personalmente, ya que dio a luz a su primer hijo durante la producción. Antes de su embarazo, Bailey estaba haciendo ejercicio preparándose para el papel. Mientras estaba embarazada, intentó ocultar su forma de caminar durante su actuación. Se preparó para el papel investigando a las personas involucradas en las guerras y sus mecanismos de afrontamiento. Mientras interpretaba la escena en la que Abby mata a Joel, interpretado por el amigo de Bailey Troy Baker, Bailey consultaba continuamente a Baker debido a la intensidad de la escena. El rostro de Abby se basa en Jocelyn Mettler, una artista de efectos visuales que trabajó anteriormente en Naughty Dog, mientras que su cuerpo se basó en la atleta Colleen Fotsch.

### Escritura
Una iteración temprana de la historia tenía a una joven Abby presenciando un ataque a su grupo por parte de Joel y Tommy, que eran cazadores en ese momento (en los 20 años invisibles del primer juego), y jurando venganza. A medida que se desarrollaba la historia y su tema de violencia, a los escritores les pareció más interesante que el padre de Abby hubiera sido asesinado por el jugador en el primer juego y se relacionara directamente con las acciones de Joel. El cambio a Abby en el primer capítulo del juego se hizo para demostrar su personalidad y vulnerabilidades y evitar su interpretación como una antagonista típica. Originalmente, estaba configurada para ser el personaje jugable principal durante las primeras horas del juego antes de matar a Joel, pero la trama se reestructuró y Druckmann sintió que personalizar el personaje demasiado pronto en el juego era "demasiado fácil"; Quería que los jugadores odiaran a Abby al principio del juego, pero que luego simpatizaran con ella. Evitó escribirla como un personaje "perfecto", y en cambio provocó empatía a través de sus defectos y acciones redentoras. Druckmann le dijo a Bailey que evitara sonreír como Abby, y señaló que "debe sentirse como una recompensa si ella está sonriendo". Una de las vulnerabilidades más notables de Abby es su miedo paralizante a las alturas.
Algunas de las escenas retrospectivas del juego con Abby inicialmente la mostraban uniéndose a la WLF, aunque fue una decisión inconsciente de su parte, ya que el líder de la WLF era un miembro de su antiguo grupo y actuó como una figura paterna para ella. El objetivo de Abby de matar a Joel fue impulsado por su deseo de regresar a un mundo anterior a la muerte de su padre, pero descubre que es imposible. Después de presenciar la negativa de Owen a dejar de buscar una "luz" en un mundo de oscuridad, ella encuentra su propio propósito al proteger a Yara y Lev, lo que Druckmann sintió que reflejaba el arco de redención de Joel del primer juego. Owen representa la emoción en contraste con el pesimismo de Abby. Los obstáculos que supera cuando reúne suministros médicos para salvar la vida de Yara demuestran hasta dónde llegará para ayudar a los niños y redimirse. Margenau sintió que Abby se inspiró para abandonar sus alianzas después de presenciar la naturaleza rebelde de Lev. La súplica de Abby a las serpientes de cascabel de Santa Bárbara para que dejen en paz a Lev es un paralelo intencional con la súplica de Ellie para que Abby perdone a Joel al principio del juego. Mientras filmaba la parte final de la pelea climática de Abby y Ellie, en la que Ellie intenta ahogar a Abby agarrándola por la garganta y sujetándola en aguas poco profundas antes de finalmente perdonarla, Bailey contuvo la respiración durante toda la sección; Ashley Johnson, que interpreta a Ellie, se soltó cuando se dio cuenta de que los labios de Bailey se estaban poniendo azules. Bailey sintió que Abby entendió las emociones de Ellie al final del juego, después de haber lidiado con la muerte de su propio padre.

## Aparición
El padre de Abby, Jerry Anderson, era un cirujano de Firefly a quien Joel mató al final del primer juego para salvar a Ellie. Cuatro años más tarde, cuando tenía poco más de veinte años, rastrea a Joel en Jackson, Wyoming y lo mata a golpes. Algún tiempo después, de vuelta en Seattle, Abby se entera de que su exnovio Owen ha desaparecido mientras investigaba a Los Serafitas, un culto religioso envuelto en una guerra con el Frente de Liberación de Washington (WLF), la milicia de la que Abby es miembro. un miembro. El líder de WLF, Isaac Dixon, cree que Owen puede haber desertado y planea asaltar el asentamiento de la isla cercana de Los Serafitas. Al buscar a Owen, Abby es capturada y es testigo de cómo Los Serafitas rompen el brazo de una serafita fugitiva llamada Yara. Después de ser rescatados por el hermano menor de Yara, Lev, llegan al acuario, donde Abby encuentra a Owen. Planea navegar a Santa Bárbara, California, donde supuestamente las luciérnagas se están reagrupando. El brazo de Yara requiere amputación, por lo que Abby y Lev recuperan suministros médicos del hospital, que está invadido por Infectados. Lev huye al asentamiento serafita para convencer a su madre de que abandone el culto. Abby y Yara lo persiguen, defendiéndose de un ataque de Tommy, el vengativo hermano menor de Joel.
En el asentamiento, descubren que Lev ha matado a su devota madre en defensa propia. Mientras el WLF ataca el asentamiento, Yara mata a Isaac y se sacrifica para dejar escapar a Abby y Lev. Abby y Lev regresan al acuario para encontrar a Owen y su novia embarazada Mel asesinados y un mapa que lleva al escondite del teatro de Ellie. En el teatro, Abby mata a Jesse y le dispara a Tommy, dejándolo lisiado. Ella domina a Ellie y Dina pero, después de enterarse de que Dina está embarazada, las perdona ante la insistencia de Lev y les advierte que se vayan. Algún tiempo después, Abby y Lev llegan a Santa Bárbara en busca de las luciérnagas, pero son capturados por los Rattlers, una banda de bandidos esclavistas. Después de estar debilitados por semanas de tortura, Ellie los rescata. Amenazando con matar a Lev, Ellie obliga a Abby a luchar contra ella. Ellie la domina pero la deja vivir. Abby navega con Lev hacia la base Firefly en la Isla Catalina.

## Recepción

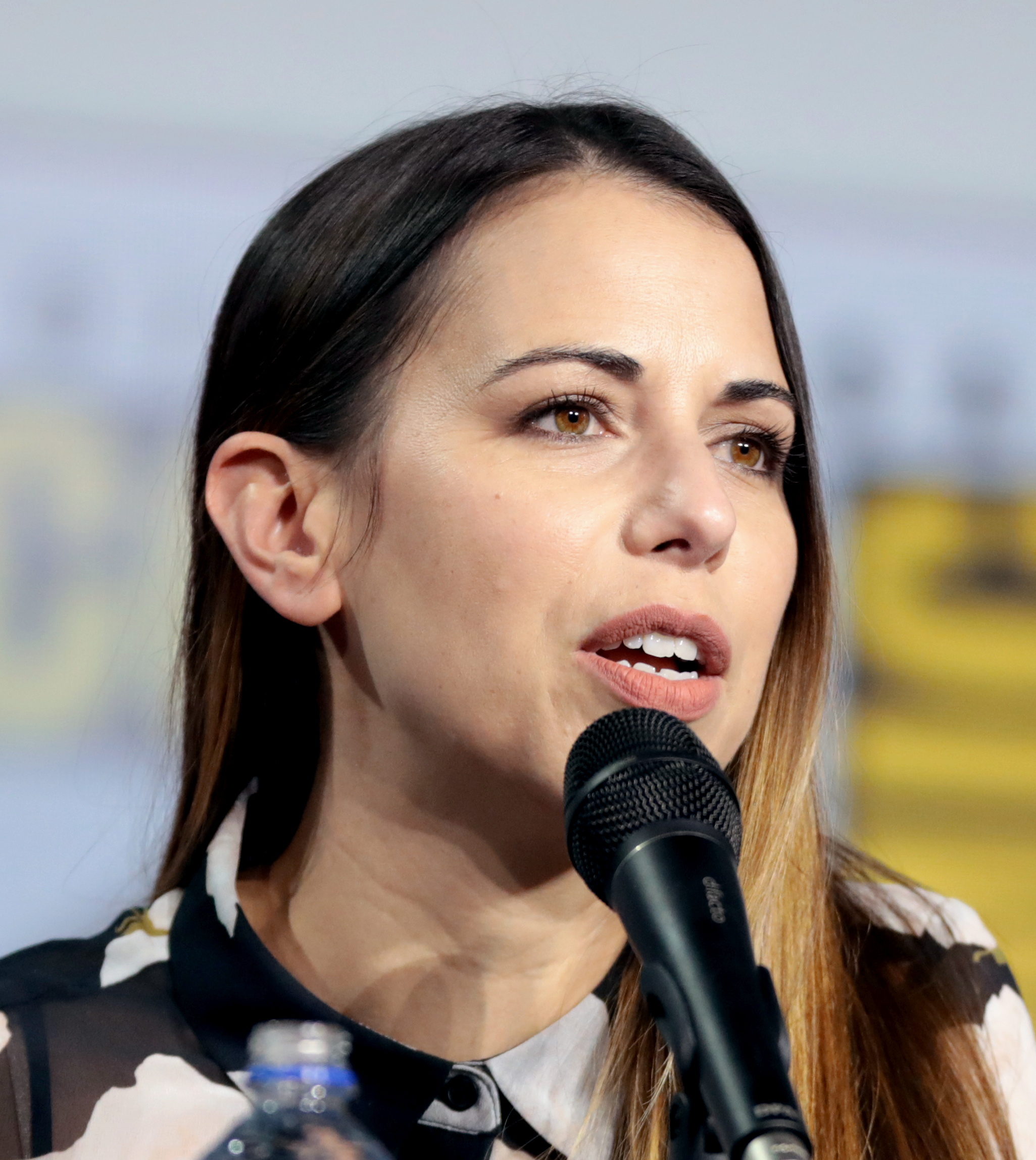
La actuación de Laura Bailey como Abby fue muy elogiada y premiada.

El personaje de Abby recibió comentarios generalmente positivos de los críticos y la actuación de Bailey fue muy elogiada. John Saavedra de Den of Geek elogió a Bailey por darle vida a Abby y hacer que el jugador simpatizara con ella al final del juego. Elogió la camaradería del personaje con sus compañeros, particularmente con Manny. Caitlin Galiz-Rowe de VG247 encontró el arco de redención de Abby más creíble e importante que otros en el juego. Jason Sheehan de NPR escribió que presenciar la historia a través de la perspectiva de Abby demostró que su venganza fue "tan ganada" como la de Ellie. Kat Bailey de USgamer apreció la ambición del cambio de jugador, pero sintió que "apenas" lo logró. Dean Takahashi de VentureBeat concluyó que Abby se redimió al perdonar a Ellie y elogió la capacidad de Naughty Dog para hacer que el personaje fuera agradable al final del juego. Rafael Motamayor de Observer encontró la historia de Abby tan interesante como la de Ellie, y sintió que su uso dentro de la historia también hizo de Ellie un mejor personaje. Jess Joho de Mashable consideró que la historia de Abby era más matizada y convincente, pero criticó a ambos personajes por confiar demasiado en la relación con sus padres; Joho sintió que la historia estaba en su mejor momento con Abby y Lev.
Los capítulos jugables de Abby fueron controvertidos entre los jugadores, que esperaban controlar a Ellie durante la mayor parte del juego. Escribiendo para "Collider", Dave Trumbore sintió que Abby había sido difamada injustamente por el público, sintiendo que no habían entendido el mensaje y el subtexto de la historia. Algunos jugadores criticaron el físico musculoso de Abby y se difundieron teorías en línea de que era transgénero; Patricia Hernández de Polygon y Amy Coles de The Independent argumentaron que esta percepción era el resultado de la falta de diversidad corporal en los juegos, y que la historia mostró que Abby tenía los recursos para lograr su físico. Bailey se convirtió en el objetivo de amenazas de muerte en línea en respuesta al personaje; Naughty Dog emitió un comunicado condenando las amenazas y Bailey recibió el apoyo de James Gunn, Ashley Johnson y Craig Mazin, entre otros. Bailey habló con amigos como Druckmann y Johnson en el momento de la controversia. Dijo que continúa "viendo los restos en línea" en febrero de 2022.
Por su papel, Bailey ganó Mejor Actuación en The Game Awards 2020 y de IGN, Intérprete en un Papel Principal en los 17th British Academy Games Awards, y fue co-ganador de Mejor Actuación Principal en un Drama en los Premios NAVGTR con Johnson. Abby fue nominada a Logro Sobresaliente en Personaje en los 24th Annual D.I.C.E. Awards. Actualmente, Bailey está nominada a Mejor Interpretación de Voz en los 19th Game Audio Network Guild Awards.